# Midrevaux
Midrevaux település Franciaországban, Vosges megyében. Lakosainak száma 177 fő (2022. január 1.). Midrevaux Avranville, Chermisey, Grand, Mont-lès-Neufchâteau, Pargny-sous-Mureau és Sionne községekkel határos.

## Népesség
| Lakosok száma | 207  | 222  | 225  | 222  | 211  | 199  | 188  | 182  | 177  |
|               | 2013 | 2015 | 2016 | 2017 | 2018 | 2019 | 2020 | 2021 | 2022 |